# Raketen-Panzerbüchse 43
De 8,8 cm Raketen-Panzerbüchse 43, bijgenaamd Püppchen ("poppetje"), was een 88 mm kaliber anti-tank raketwerper ontwikkeld door Nazi-Duitsland tijdens de Tweede Wereldoorlog.
De raketwerper werd gebruikt door de infanterie. Vanaf een kleine affuit op twee wielen werd een door een raket aangedreven en door vleugels gestabiliseerde granaat met springkop met holle lading afgevuurd. Tussen 1943 en 1945 werden ongeveer 3000 eenheden gemaakt. Het wapen werd in veel kleinere aantallen geproduceerd dan bijvoorbeeld de Panzerschreck, gebaseerd op de Amerikaanse Bazooka, en de Panzerfaust, een terugstootloos kanon. Dit kwam mede doordat men zich realiseerde dat een simpele holle buis met ontstekingsmechanisme het enige was dat nodig was om een 88 mm raket af te vuren, in plaats van een uitgebreid miniatuur artilleriestuk met affuit.